# Herb Klimontowa
Herb Klimontowa – jeden z symboli miasta i gminy Klimontów.

## Wygląd i symbolika
Herb przedstawia na tarczy w polu czerwonym srebrny topór z czarną rękojeścią. Jest to historyczny herb miasta, nawiązujący do herbu szlacheckiego Topór.